# Hibridautó
A hibridautó olyan autó, amely a meghajtásához szükséges energiát több, egymástól eltérő elven működő erőforrásból nyeri.
E hibrid rendszerben a gyakorlati megvalósítás során legtöbbször a belső égésű motor és a villanymotor kombinációja jelenik meg. A motor energiája akkumulátor helyett (vagy mellett) lendkerékben vagy szuperkondenzátorban, vagy sűrített levegő rendszerben is tárolható.
A hibridautó jellemzően kevesebb fosszilis eredetű üzemanyagot fogyaszt, mint a csak belsőégésű motorral rendelkező, ezért környezetbarátnak tekintik.
A hibridautók a hajtáslánc vagy a felhasznált energiaforrás viszonylagos jelentősége szerint osztályozhatók.

## Részei
A hibridautó fő részei általában a belső égésű motor, a hajtómű (bolygóműves nyomatékosztó egység), a villanymotor és az akkumulátor.

## Működési elve
A sorozatban gyártott hibridautók akkumulátora menet közben is feltölthető; egyrészt a belsőégésű motor, másrészt az energiavisszatöltő rendszer segítségével. A belső égésű motor generátort hajt, és az termeli az áramot, amely vagy közvetlenül a járművet hajtja, és/vagy az akkumulátor töltésére fordítódik. Az üzemanyagfogyasztás csökkentését célozza a start-stop funkció is, amely üresjáratban automatikusan leállítja és a szükséges időben újraindítja a belsőégésű motort. Az energiavisszatöltő rendszer a fékezés energiájának visszatáplálását teszi lehetővé. A hibridautó belsőégésű motorja kisebb, mint a hagyományos (csak belsőégésű motorral rendelkező) autóké. A rövid idejű gyorsításoknál azonban mindkét hajtás üzemelhet, így nincs jelentős fogyasztásbeli különbség a hagyományos hajtású autókhoz képest.

### Akkumulátorok
Az energiát tároló akkumulátorok sok helyet foglalnak, és nagy súlyt jelentenek. Probléma még a jelentős áruk, és a feltöltés viszonylagos lassúsága is.
Az akkumulátor leggyakrabban lítiumion-akkumulátor. Emellett vannak még nikkel-fémhidrid, nátrium/nikkel-klorid, esetleg hagyományos ólomakkumulátorok is.
A lítiumion akkumulátor azért gyakoribb választás, mert az ólom-akkumulátorhoz képest könnyebb; gyorsabban tölthető; kb. hatszor annyi feltöltési-kisütési ciklust bír ki; valamint nem tartalmaz nagy mennyiségű (pl. balesetkor veszélyessé váló) savat.

## Üzemanyagfogyasztás
2007-ben több autógyártó bejelentette, hogy a jövő autóiban (a nem hibridek is) olyan üzemanyag-megtakarító megoldásokat fognak alkalmazni, amelyek a hibridautókra jellemzőek. A fékezéskor visszanyert és az akkumulátorban eltárolt energia felhasználható például a légkondicionáló berendezés, az ablakfűtés, az elektromos szervokormány stb. működtetéséhez. Amikor áll az autó, a vezérlés leállítja a motort; ezzel üzemanyag takarítható meg és csökkenthető a károsanyag-kibocsátás (a hibrid-elv alkalmazása nélkül is).
Olyan hibridautók is vannak, amelyekben nem az üzemanyagfogyasztás csökken (változatlan teljesítmény mellett), hanem (változatlan üzemanyagfogyasztás mellett) a teljesítményük lesz nagyobb. A vezető kapcsolóval („NAGY HATÁSFOK” gombbal stb.) választja ki a neki megfelelő üzemmódot; esetleg program határozza meg (bizonyos, egyénileg megadható paraméterek segítségével) az optimális üzemmódot.
Városi közlekedésben leghatékonyabban a hibridautók használják ki az üzemanyagban rejlő energiát.
A hibridautó kevesebb üzemanyagot fogyaszt (ezért kevesebb CO2-t is bocsát ki), mint az ugyanolyan hagyományos autó. Ennek három legfontosabb összetevője a hibrid konstrukcióhoz kapcsolódik:
1. Mind a belsőégésű, mind a villanymotort csúcsteljesítményre tervezték. Ha mindkét motorra támaszkodhatunk, akkor mindkettőt tervezhetjük átlagos üzemi körülményekre, vagyis mindkét motor kisebbre méretezhető. A belsőégésű motor számára kedvezőtlen illetve kevéssé hatékony üzemi körülmények[5] (alacsony fordulatszám) a villanymotor számára egyáltalán nem kedvezőtlenek és fordítva. Így a járműnek sosem kell kis hatásfokkal üzemelnie. (A főáramkörű villanymotor teljesítménygörbéje jobban alkalmazható változó sebességnél; kis sebességnél nagyobb forgatónyomatékot nyújt, mint a belsőégésű motor.)
2. Jelentős energiatároló kapacitással rendelkezik, amely a fékezéskor vagy lejtmenetben visszanyert energiát is tudja tárolni.
3. Jelentős mennyiségű energia tölthető az energiatárolóba fékezéskor, ami a hagyományos autóknál veszendőbe megy. Motorfékezéskor a jármű mozgási energiáját a villanymotor – generátorként működve – az akkumulátor töltésére használja. A villamosvasúti vontatásban már régóta alkalmazzák az energia visszatáplálását pl. a Fogaskerekűnél.

Az alábbi három megoldás nem kizárólag a „hibrid” konstrukcióhoz kötődik, de ezek is a hibridautókban terjednek el az üzemanyagfogyasztás csökkentésére:
1. A belsőégésű motor leállítása üresjáratban (pl. szabadonfutáskor vagy piros lámpánál)
2. A légellenállás csökkentése. A furgonok jelenlegi gyenge hatásfokában elég nagy szerepet játszik nagy légellenállásuk. Ha a „jelenleg jellemző” kocka alakot áramvonalas alakra cseréljük, a motor teljesítményének egy részét felszabadítjuk. Ezzel javítható az üzemanyagfelhasználás hatékonysága és az autó irányíthatósága is.
3. Kis gördülési ellenállású („energiatakarékos”) gumiabroncsok alkalmazása. Mivel a hibridautóknál az energiatakarékosság még fontosabb, mint a hagyományos járművekben, már kifejlesztettek külön a hibridautókra optimalizált abroncsot. Ezek a gördülési ellenállás csökkentése érdekében merevebbek, rugózásuk keményebb, de előírt mértékben tapadnak az útfelületre.

A fenti tulajdonságok miatt a hibridautó különösen a városi forgalomban előnyös (gyakori indulás-megállás, állás). Emellett a hibridautó sokkal halkabb, mint a hagyományos autó, különösen amikor áll vagy kis sebességgel halad. Autópályán például ezeknek az előnyöknek a jelentősége kisebb, és a zajkibocsátás nő, mivel a belsőégésű motort az ideálisnál magasabb fordulaton kell pörgetni, ami fogyasztásnövekedést is okoz, a nagyobb mérvű kopásáról nem beszélve.
A hibridautók fenti három előnyös tulajdonságának bármely kombinációja alkalmazható az üzemanyagfogyasztás és a légszennyezés csökkentése, a teljesítmény növelése, a jármű tömegének illetve a költségek csökkentése céljából.

## Környezetvédelmi szempontok
A kisebb üzemanyagfogyasztás kisebb légszennyezést okoz.
Az akkumulátorok használata - azonban - felvet bizonyos problémákat:
Ron Cogan, a Green Car Journal szerkesztője szerint a nikkel-fémhidrid akkumulátorok környezetterhelése csekély. Teljes mértékben újrahasznosíthatók. A Toyota és a Honda bejelentette, hogy újrahasznosítja az elhasználódott akkumulátorokat, és hogy elhelyezésük nem szennyezi a környezetet. A visszaszolgáltatáshoz a Toyota minden akkumulátoron feltüntet egy telefonszámot, és kétszáz dolláros „jutalommal” ösztönzi az akkumulátorok visszaszolgáltatását, ezzel megfelelő újrahasznosításukat.
Míg a nikkel-kadmium és ólomakkumulátorok erősen mérgezők és súlyosan szennyezik a környezetet, addig a nikkel-fémhidrid akkumulátorok sokkal kevésbé;, viszont rákkeltő és teratogén hatásuk van. A haladást erősen gátolja, hogy az ólom egyelőre olcsó; a hibridautók akkumulátoraihoz pedig pl. drága ritkaföldfémekre is szükség van.
A hibridautó kis sebességnél sokkal csendesebb, mint a megfelelő hagyományos (belsőégésű motorral hajtott) autó. Ezzel csökkenthető a városi zaj. Ugyanakkor ez hátrány is lehet bizonyos esetekben, pl. amikor a vakok a zajból veszik észre az autó közeledtét (a veszélyt).

## Alapanyaghiány
A hibridautók gyártásához szükséges ritka anyagok közül többnek az esetében is az a veszély fenyeget, hogy elfogy.
A hibridautókhoz használt, magas fejlettségi színvonalú villanymotorok és akkumulátor-rendszerek előállításához gyakran diszpróziumra is szükség van. Ez egy ritkaföldfém, ennek zömét a többi ritkaföldfémhez hasonlóan Kínában bányásszák. Egyes elemzők szerint hamarosan annyira felfut Kína elektronikai ipara, hogy a kínai ritkaföldfém-bányászat csak a belföldi igényeket tudja majd kielégíteni Van ugyan egy-egy próbálkozás az USA-ban, Kanadában és Ausztráliában, de nem valószínű, hogy addigra ezek át tudnák venni a kínai bányák helyét. Ennek alternatívájaként jöttek létre a mechanikus módszerrel, sűrített levegő tartályban való tárolásával működő hibridek, melyek lényegesen olcsóbbak, mint az akkumulátoros hibridek.

## Hajtástípusok

### Soros hibridhajtás

Soros hibridhajtás

A soros hibrideknél a belső égésű motor energiája egyetlen úton jut el a kerekekig. A belsőégésű motor nem közvetlen az autót, hanem a generátort hajtja, amely elektromos áramot termel a kerekeket meghajtó villanymotor – meg az egyéb fogyasztók és az akku – számára, az akkumulátor töltöttségétől függően. Fékezéskor a jármű mozgási energiáját a villanymotor - generátorként - az akkumulátor töltésére használja fel. A soros rendszer kialakítása és elektromos vezérlése nem túl nehéz feladat, ám a többszörös energiaátalakítás és az akkumulátor töltési-kisülési veszteségei folytán a belsőégésű motor teljesítményének csupán mintegy 60%-a hasznosul.
A soros hibridautók konstrukciója sokkal jobban hasonlít a villanyautókéra, mint a belsőégésű motorral hajtott hagyományos autók vagy a párhuzamos hibridek konstrukciója. A soros hajtásrendszerben a belsőégésű motor nem hajtja meg közvetlenül a kerekeket, hanem csak a generátort. Az abban keletkező áram hajtja meg a villanymotort és tölti fel az akkumulátort. Nagy teljesítményigény esetén a villanymotor a generátorból közvetlenül és az akkumulátorból is használ fel áramot. Sebességváltóra nincs is mindig szükség; ha mégis, az akkor is sokkal egyszerűbb, mint a hagyományos vagy a párhuzamos hajtású autók esetében. A villanymotor tág fordulatszám-tartományban is jó hatásfokkal működik.
Vannak olyan járművek, ahol a nagy villanymotor helyett mind a négy kerékben van egy-egy kisebb.
A soros hibridhajtásban nincs mechanikai összeköttetés a belsőégésű motor és a kerekek között, a belsőégésű motor pedig a jármű különböző sebessége esetén is állandó fordulatszámon és hatásfokkal üzemelhet. Ezért a belsőégésű motor a 37%-os elméletileg maximális hatásfok közelében működtethető – ami jobb, mint a hagyományos autókra jellemző 20%.
A belsőégésű motorban nyert energia áthalad a generátoron és a villanymotoron, majd – a konstrukciótól függően (lásd az ábrát) – esetleg a töltőn és az akkumulátoron is. Minden energiaátalakításnál elvész az energia egy része. A belsőégésű motorból nyert energiának 70-80%-a jut el a kerekekig; míg a hagyományos tengelykapcsolónál ez az arány 98%. Ha a jármű autópályán tesz meg hosszú utat, a belsőégésű motorból kell fedezni az energiaszükséglet nagyobb részét; ilyenkor a soros hibridhajtás hatásfoka 20-30%-kal kisebb, mint a párhuzamos hibridhajtásé.
Ha a villanymotorok a kerékbe vannak beépítve, nincs szükség a hagyományos erőátviteli berendezésekre (sebességváltó, hajtóműtengelyek, differenciálmű), és esetleg hajlékony tengelykapcsolóra sem. Egyszerűbb a négykerékmeghajtás, a hajtás- és fékezésszabályozás (ASR, ABS, ESP stb.), alacsonyabb lehet a padlószint. Viszont nagyobb lesz a rugózatlan tömeg és romlik a felfüggesztés reagálása az út egyenetlenségeire; ettől kényelmetlenebb és kevésbé biztonságos lesz az utazás.
Soros hibridhajtással rendelkezik például: Renault Kangoo Elect’Road, Daimler Orion hibrid busz, Chevrolet Volt, Opel Flextreme.

### Párhuzamos hibridhajtás

Párhuzamos hibridhajtás

A párhuzamos hibrideknél az energia két úton, párhuzamosan folyhat, vagyis a belsőégésű és a villanymotor egyaránt forgathatja a hajtásláncot. Bonyolultabb elrendezésű megoldás, szélesebb körű szabályozhatósága viszont nagyobb üzemanyag-megtakarítást eredményez. A párhuzamos hibrideknek jobb a hatásfokuk, mint a sorosaké. A ma kapható hibridautók többségében párhuzamos rendszer működik. Ezen az elven alapul a Lexus RX 400h meghajtása, és ez található a Honda Insight és Civic IMA modelljében.
A párhuzamos hajtásoknál a belsőégésű motor és egy villanymotor hajtja meg az erőátviteli berendezést. A legtöbb konstrukcióban a villanymotor/generátor egy egységet alkot a belsőégésű motorral és az erőátviteli berendezéssel, így helyettesíti a hagyományos indítómotort és generátort is. Az energia tárolására egy nagy akkumulátortelep szolgál, amely a hagyományos 12 voltos helyett 42-120 voltos feszültségen üzemel. A hibridautó kisegítő berendezéseit (pl. légkondicionáló, elektromos szervokormány) nem a belsőégésű motor hajtja meg, hanem a fix feszültségű akku. Így az elektromos berendezések állandó sebességgel, vagyis nagyobb hatásfokkal működtethetők, nincsenek kiszolgáltatva a belsőégésű motor változó fordulatszámának.
A párhuzamos hibridhajtások osztályozhatók a mechanikai összekapcsolás szerint. Ha valamely tengelyhez valóban párhuzamosan kapcsolódnak, akkor azonosnak kell lenni a fordulatszámuknak. Ebben az esetben a forgatónyomatékuk összeadódik. Ez a típus jellemző a villanymotoros kerékpárokra. Amikor a két hajtás közül csak az egyiket használjuk, akkor a másik lehet vagy üresjáratban, vagy kapcsolódhat szabadonfutó tengelykapcsolóval. A hibridautóknál a két kiindulási hajtáslánc inkább differenciálmű segítségével szokott egyesülni. Vagyis a bemenő tengelyek forgatónyomatéka legyen azonos, és a fordulatszámuk összeadódik. A pontos „összeg” a differenciálmű jelleggörbéjétől függ. Ha a két meghajtómotor közül csak az egyik működik, a másiknak akkor is nyújtania kell a forgatónyomaték nagy részét, vagy fordított szabadonfutó tengelykapcsolóval kell szerelni.
A párhuzamos hibridek (pl. Hondától az Insight, a Civic és az Accord hibridek) egyidejűleg két motorral is meg tudják hajtani a kerekeket; például belsőégésű motorral és akkumulátorról hajtott villanymotorral. A legtöbb párhuzamos hibridben a belsőégésű motor és az erőátviteli berendezés között van a villanymotor, de az is előfordul, hogy a villanymotor az autó egyik tengelyét hajtja meg, a belsőégésű motor pedig a másikat (miközben generátoron keresztül tölti az akkumulátort is). Ilyen például az Audi Duo is, amely konnektorból is tölthető hibridautó. A párhuzamos hibridek beprogramozhatók úgy is, hogy amikor kis teljesítményre van szükség, a villanymotor helyettesítse a belsőégésű motort, vagy akár úgy is, hogy jelentős mértékben kiegészítsék a kis belsőégésű motor teljesítményét. Mindkét megoldás jóval nagyobb hatásfokot biztosít, mint a hagyományos, csak belsőégésű motorral üzemelő járművek.
Párhuzamos hibridhajtással rendelkezik például a Ford Escape Hybrid.
A párhuzamos hibrideket (ilyen például a Toyota és a Lexus) villanymotor hajtja meg, amikor hátrafelé vagy kis sebességgel mennek, mivel ez kevesebb energiát fogyaszt (álláskor egyáltalán semmit). Ezért városi és városkörnyéki forgalomban a hibridautó az ideális közlekedési eszköz. A sebesség növekedésével (vagy a sebesség növelésekor, szóval amikor „rálépünk a gázpedálra”) beindul a belsőégésű motor, és a két motor együtt, egymással párhuzamosan hajtja a járművet. Azonos motortömegnél a belsőégésű motor teljesítménye nagyobb, ezért nagy sebességre ez alkalmasabb. A villanymotor és az akkumulátorok segítségével tiszta elektromos meghajtással kb. 3–5 km-t tud megtenni az autó, 40 km/h sebességgel. Ezen túl a belsőégésű motorra van szükség, akár azért, hogy feltöltse az akkumulátort, akár, hogy növelje a sebességet vagy a forgatónyomatékot.

#### A párhuzamos hajtású hibridautók működése
Indításkor a villanymotor kapcsolódik be. Ha a belsőégésű motor hideg, elkezdődik az előmelegítés. Haladáskor mindkét motor hajtja előre az autót. Lakott területen kívül alapvetően a belsőégésű motor szolgáltatja az energiát (már csak azért is, hogy ne használódjon el olyan hamar az akkumulátor), de pl. előzésnél vagy hegynek fel bekapcsol és rásegít a villanymotor is. Fékezéskor a motor (néha négyből három henger) leáll, ugyanakkor az autó mozgási energiája elektromos árammá alakul (a villanymotor generátorként működik), amely visszatöltődik az akkumulátorba.
A fékezési energia visszanyerésével később hasznosítható ez az energia – ami a hagyományos járművekben hővé alakul és szétszóródik (már nem hasznosítható). A start-stop funkció is üzemanyagot takarít meg. Minél nagyobb a villanymotor és az akkumulátor, annál több energia nyerhető vissza fékezéskor, mielőtt működésbe lépne a hagyományos dobfék és tárcsafék. A nagyobb villanymotor és akkumulátor viszont aránytalanul megnövelné a helyigényt és a jármű tömegét, úgyhogy itt meg kell keresni az optimális megoldást.

### Megosztott soros-párhuzamos hibrid vagy vegyes hibrid hajtás

Megosztott soros-párhuzamos hibridhajtás

Ez a hajtásrendszer egyesíti magában mind a soros, mind a párhuzamos hajtás tulajdonságait. A belsőégésű motor és a kerekek között olyan mechanikai és/vagy elektromos berendezések találhatók, amelyek elválasztják a belsőégésű motor (vagy más elsődleges energiaszolgáltató eszköz) felől jövő hajtást a vezető által igényelt hajtástól.
A belsőégésű motor a legkisebb fordulatszámon adja le a legkisebb forgatónyomatékot, és egy hagyományos járműben nagy motorra van szükség ahhoz, hogy az autó álló helyből elinduljon. Amikor viszont a jármű nagyjából állandó sebességgel halad, a nagy motor a szükségesnél nagyobb teljesítményt nyújt. A soros gerjesztésű villanymotor forgatónyomatéka nyugalmi állapotban (0 1/min) a legnagyobb, és kiválóan alkalmas arra, hogy kis fordulaton kompenzálja (és helyettesítse) a belsőégésű motorból nyerhető alacsony forgatónyomatékot. A megosztott hajtású soros-párhuzamos hibrid belsőégésű motorja így lehet kisebb, kevésbé rugalmas –– és magasabb lesz a hatásfoka. A hagyományos Otto-ciklus helyett (nagy teljesítménysűrűség, alacsony fordulatszámon nagyobb forgatónyomaték, alacsony hatásfok) gyakran Miller- vagy Atkinson-ciklusú motort (kis teljesítménysűrűség, alacsony fordulatszámon kisebb forgatónyomaték, jobb hatásfok) alkalmaznak.
Megosztott hibrid hajtással rendelkezik például a 2008-as Toyota Prius, vagy a nem rég debütált Mitsubishi Outlander PHEV. A Lexus RX 400h hajtása hasonló ehhez, csak itt az első tengelyt egyenletes terhelésnél meghajtó benzinmotor és villanymotor mellett van még egy másik villanymotor, amely erős gyorsulásnál hajtja meg a hátsó tengelyt, vagy akkor, ha az első kerék csúszik – ekkor négykerékhajtásúvá válik. Ennél a típusnál az akkutelep névleges feszültsége a 288 V-ot is elérheti.

## Osztályozás a hibridizáció foka szerint

### Teljesen hibrid
A teljesen hibrid (más néven teljes értékű hibrid, full hybrid) bármikor képes akár akkumulátorról, akár belsőégésű motorral, akár mindkettővel meghajtva menni. Ilyen például az újabb Toyota Prius, a Ford Escape és a Mercury Mariner. Ahhoz, hogy a jármű csak akkumulátorról is tudjon üzemelni, nagy kapacitású akkumulátorra van szükség. Azért, hogy a mechanikai és az elektromos energiát könnyebben át lehessen alakítani egymásba, a hajtáslánc megosztott – ettől persze bonyolultabb lesz a rendszer. Egy differenciálműre is szükség van ahhoz, hogy szabályozni lehessen az egyes erőforrásokból nyert teljesítmény viszonylagos arányát.
A Toyota „hibrid szinergiahajtásnak” nevezi azt a rendszert, amelyet a Priusban, a Highlanderben és a Camryban alkalmaz. Számítógépes vezérlés határozza meg, hogy mikor melyik erőforrásnak mekkora legyen a részaránya. Ez állítja le és indítja el a motorokat. A harmadik generációs Priusban a vezető választhat a hajtásmódok között, így például van sportos használatra, dugóban történő araszolásra, illetve üzemanyag-takarékosságra optimalizált üzemmód is.

### Rásegítőhibrid
A rásegítőhibrid járművek (power assist hybrid) elsősorban a belsőégésű motorból nyerik az energiát; szükség esetén a villanymotor rásegít egy kis plusz nyomatékkal; a hajtáslánc meglehetősen szokványos. A belsőégésű motor és a hajtómű között elhelyezkedő villanymotor lényegében egy nagy indítómotor, amit most nem csak a belsőégésű motor indításához használunk, hanem akkor is, amikor a vezető „rálép a gázra”, növelni akarja a forgatónyomatékot. A villanymotor a belsőégésű motor újraindításához is használható, vagyis álláskor leállítható a főmotor, miközben az elektromos berendezések az akkumulátorról üzemelnek.
Rásegítő hibrid hajtással rendelkeznek például a Honda hibridjei (többek között az Insight), amely a kis, hatékony benzinmotorok tervezéséről is híres. A Honda rendszerét integrált motor rásegítésnek (IMA) hívják. A rásegítőhibridek leginkább abban különböznek a teljesen hibridektől, hogy nem tudnak belsőégésű motor nélkül üzemelni. De nem sok elektromos energiára van szükségük, ezért az akkumulátoruk is lehet kisebb. A 2006-os Civic Hybrid óta az IMA csak villanymotorról is tudja hajtani a járművet – közepes, nagyjából állandó sebességnél.

### Enyhén hibrid
Az enyhén hibrid (lágy hibrid, mild hybrid) autó lényegében egy hagyományos jármű. A kis villanymotor felfogható egy nagy indítómotornak is. Megálláskor, fékezéskor, „guruláskor” leáll a belsőégésű motor, de gyorsan és tisztán újraindul. Az elektromos berendezések (pl. klíma) akkor is működhetnek, ha a belsőégésű motor áll. Fékezéskor visszanyeri az energiát. A villanymotor még az üzemanyag befecskendezése előtt felpörgeti a belsőégésű motort az üzemi fordulatszámra. Hegynek fel vagy előzéskor a villanymotor segít a belsőégésű motornak.
Az enyhén hibrideket sokan nem is tekintik hibrideknek. Nem is takarítható meg velük annyi üzemanyag, mint a teljesen hibridekkel. Itt van például a 2005-ös Chevrolet Silverado hibrid kisteherautó. A Chevrolet Silverado a start-stop funkcióval 10% üzemanyag-megtakarítást ért el. Az egyre növekvő számú (és energiaigényű) elektromos berendezések táplálásához az enyhén hibrid járművek gyakran 42 (csak?) voltos rendszert használnak.
Az enyhén hibrid megnevezés nem szabványos; inkább marketingesek használják, mint műszakiak.
A villanymotor start-stop funkciója mellett más megoldás is létezik arra, hogy megálláskor álljon le a belsőégésű motor, de szükség esetén azonnal induljon újra: a statikusan induló belsőégésű motor (static start engine). Ehhez nincs szükség indítómotorra. Ebben érzékelők határozzák meg a dugattyúk pontos helyét, mindegyik hengerbe a kellő pillanatban befecskendezik az üzemanyagot és ráadják a gyújtást, és így indul be a motor.
Rásegítő hibrid hajtással rendelkeznek például a Mercedes S és a BMW 7-es sorozatú hibridautók. És a már említett Chevrolet Silverado.

### Mikrohibrid
Üresjáratban a start-stop funkció automatikusan leállítja a belsőégésű motort, utána pedig (pl. amikor a vezető leveszi a lábát a fékről) a másodperc törtrésze alatt finoman, simán újraindítja. Ezzel is növeli az üzemanyagfelhasználás hatékonyságát. Ez különösen azoknál a járműveknél előnyös, amelyek sok időt töltenek el dugóban vagy a zöld jelzésre várva. Ez a megoldás tisztán belsőégésű motorral hajtott autókban is alkalmazható; ilyenkor 5-10% üzemanyagot takaríthat meg a start-stop funkció.
A hagyományos autóban a vízszivattyút és a légkondicionálót általában több, tárcsán átvezetett ékszíj hajtotta meg a belsőégésű motor főtengelyéről. Ennek a hajtásnak a hátránya volt többek között az, hogy ezek az elektromos gépek csak akkor működhettek, ha járt a motor. A motort pedig a maximumra kellett tervezni, hogy akkor is le tudjon adni maximális forgatónyomatékot, amikor minden elektromos fogyasztó működik. A motor pedig a maximumon járt akkor is, amikor nem volt szükség nagy elektromos teljesítményre. A mikrohibrid autóban villanymotor hajtja meg az elektromos eszközöket, éppen akkor, amikor kell.
Az indítómotor-generátor meghajtható szíjjal vagy rászerelhető a főtengelyre (ISG, ISAD). A start-stop funkció ellátásához jól kell bírnia azt, hogy sűrűn indítja a belsőégésű motort. A generátor nincs állandóan bekapcsolva (mint pl. a hagyományos autóknál), ilyenkor akkumulátorról üzemelnek az elektromos berendezések. A generátor akkor kapcsolódik be, amikor tölteni kell az akkumulátort vagy fékezéskor (energiavisszatáplálás). A villanymotor rásegíthet a belsőégésű motornak a jármű hajtásában, esetleg önállóan is hajthatja.
Mikrohibrid hajtással rendelkezik például a Smart Fortwo.

### Konnektoros hibrid
A konnektoros (háztartási hálózatról tölthető) hibrid (plug-in hybrid, PHEV) villanymotort és belsőégésű motort tartalmazó párhuzamos, soros vagy vegyes, teljesen hibrid autó. Nagy mennyiségű elektromos energiát képes tárolni (általában lítiumionos akkumulátorukban). Az utazás befejeztével az akkumulátor (pl. otthon a garázsban vagy a munkahelyen a parkolóházban) a közönséges elektromos hálózat konnektorához csatlakoztatva feltölthető, és akkor nem kell a jármű saját belsőégésű motorját a töltésre használni.
Ha egy jármű PHEV-68, azaz PHEV109km, az azt jelenti, hogy akkumulátoros (vagy elektromos) hatótávolsága (AER: all electric range) 68 mérföld, azaz 109 km. Ennyit tud megtenni csak az akkumulátorára támaszkodva.
Egyes hálózatról tölthető hibridekben nagy energiasűrűségű szuperkondenzátorok találhatók. A szuperkondenzátorok több feltöltési-kisütési ciklust kibírnak, mint az akkumulátorok. Anyaguk – az akkumulátorok anyagától eltérően – nem szennyezi a környezetet. Sokkal kisebb a belső ellenállásuk, jobb a hatásfokuk, gyakorlatilag nem melegszenek. A szuperkondenzátor és az akkumulátor egy egységbe is összeépíthető
Az akkumulátor optimális mérete attól függ, hogy az üzemanyagfogyasztást, a működési költségeket vagy a károsanyag-kibocsátást akarjuk csökkenteni, de egy tanulmány szerint az akkumulátor kapacitásának meghatározásakor az a legfontosabb, hogy két feltöltés között mekkora távolságot kell megtennie a hálózatról tölthető hibridnek. Ha az autót városi forgalomban használjuk (legföljebb 15 km-t kell mennie két töltés között), akkor a 11 km-es elektromos hatótávolságú (PHEV-7, azaz PHEV11km) akkumulátor az optimális az üzemanyagfogyasztás és a kibocsátott üvegházhatású gázok mennyisége szempontjából.
Villanymotorról üzemelve a hibridautó nem bocsát ki káros anyagokat. Igaz, az erőművek legtöbbször szennyezik a környezetet, de már annak is megvan az az előnye, hogy nem a sűrűn lakott városok levegőjét szennyezzük.
A tervek szerint fali csatlakozóról kb. 3 óra alatt tölthető fel az Opel Flextreme.

## Solo
A Solo magyar hibridautó. Őriszentpéteren fejleszti a 10-20 fős Antro (Alternatív Erőforrásokat és Járműveket Fejlesztő és Gyártó) Kht., néhány más szervezet közreműködésével. 2008 júniusában bemutatták a prototípust a Közlekedési Múzeumban; akkor 2012-re tervezték a sorozatgyártás elindítását.
A karosszéria a könnyű és tartós alumínium-magnézium-titán ötvözetből, váza szénszálas kompozitból készült, az autó ezért 350 kg-nál könnyebb. Az áramvonalas forma és a hagyományos égőknél sokkal kevesebbet fogyasztó LED-ekkel megoldott világítás is az energiatakarékosságot szolgálja. A külső visszapillantókat apró kamerákkal helyettesítették, ezzel is csökkentve az autó légellenállását. A tetőre szerelt napelemek városi sebesség mellett kb. 20 km megtételére elég energiát gyűjtenek össze naponta, így lakott területen belül hangtalanul és káros anyag kibocsátása nélkül lehet autózni. A belsőégésű motor (többféle üzemanyaggal működik, pl. bioetanollal is) nagyobb sebességnél kapcsol be. A Solo 10 másodperc alatt gyorsul fel 100 km/h sebességre, a végsebessége pedig 140 km/h. A kocsi szén-dioxidban számolt károsanyag-kibocsátása nem éri el a 45 grammot, a fogyasztása pedig az 1,8 litert 100 kilométerenként. A négy kerékbe épített villanymotort lítiumion-akkumulátorok táplálják. Minden üléshez tartozik pedál, amit testedző szerkezetként és áramfejlesztőként lehet használni, akár várakozás közben is. Elöl csak a vezető ül, középen. Mögötte két utas. Hétközben a Solo 3 személyes és kevés helyet foglal el a városi forgalomban (3,2 m hosszú), hétvégén pedig – a tervek szerint – két Solót negyedóra alatt különösebb szakértelem nélkül össze lehet építeni egy 4,8 m hosszú, hatszemélyes családi Duóvá.

## A hibridautók elterjedése
A hibridmeghajtás fogalmát a Toyota Prius vitte be a köztudatba.
A hibridautók a kilencvenes évek végén váltak a nagyközönség számára elérhetővé a Honda Insight és a Toyota Prius piacra dobásával. Egyes autógyártók szerint a hibridautók képezik a közeljövőben az autópiac legfontosabb szegmensét. A Futurist magazin a közeli jövő autójának nevezte a hibridautót. A Toyota és a Lexus 1,7 millió hibridautót adott el 2009 januárjáig. Jelenleg az USA összes autógyártójának a hibridautók a legfontosabb termékei.
2008-ban az egész világon értékesített hibridautók 62%-a az USA útjain közlekedett, és ezen belül is a legtöbb, Kaliforniában. Abban, hogy éppen itt terjedt el leghamarabb, szerepe lehetett a viszonylag magas benzinárnak és szigorú légszennyezettségi előírásoknak is.
Az USA-ban az állam támogatja a hálózatról tölthető hibridautók elterjedését. Azt a célt tűzték ki, hogy 2015-re egymillió (hálózatról is tölthető hibridautó) legyen forgalomban.
Az adókedvezmények mellett az Amerikai Egyesült Államok egy részében engedélyezik a hibridautósnak, hogy az autópályák belső, "gyors" sávjában haladjon, még ha egyedül ül is a kocsiban. Ez a kiváltság korábban csak a három vagy több személyt szállító járműveket illette meg, ezzel a rendelkezéssel igyekeztek elérni, hogy több ember kevesebb autót használjon, vagyis csökkenjen a kipufogóbűz.
New York városa minden hónapban 300 taxi helyére állít forgalomba hibridautót.
Londonban a hibridautósok mentesülnek az alkalmanként nyolcezer forintos citybelépő megfizetése alól.
Magyarországon jelentős kedvezmény jár a regisztrációs adóra azoknak, akik a környezetkímélő modellek megvásárlását fontolgatják: míg az 1,1 literes Fiat Panda után 361 ezer forint jár az államnak, addig a prémiumkategóriás Lexus LS 600h hibrid után 190 ezret kell befizetni. (A Lexus hagyományos üzemű verziójának 3,2 milliós Ft-os a regisztrációs adója.)
Egyéb kedvezményekkel, például ingyenes parkolással is lehetne növelni a vásárlási kedvet, de egyelőre csupán a hódmezővásárhelyi önkormányzat kedvez a környezetkímélő megoldást választó autósoknak - a városban korlátlan ideig és ingyen parkolhatnak a hibrid- vagy elektromos autóval rendelkezők.
Magyarországon nagyon kevés példa van arra, hogy szervezetek előnyben részesítenék a hibridautókat a hagyományos járművekkel szemben.
Két olyan közpolitikai döntés is született az utóbbi napokban, amely rendkívül jelentős ösztönzést jelent a hazai elektromobilitás terjedéséhez. Az országgyűlés rugalmasabb lehetőséget teremtett az elektromos autókat kiszolgáló töltőállomások üzemeltetéséhez, a Fővárosi Közgyűlés 2015 december 2-án megszavazta, hogy a környezetkímélő gépkocsik díjmentesen várakozhassanak a főváros egész területén.
A 2015 ősszel bevezetett zöld rendszámot a tisztán elektromos, a külső töltésű „plug-in”, illetve a növelt hatótávolságú hibrid járművek viselhetik, valamint az olyan nulla emissziós gépkocsik, mint például a hidrogén tüzelőanyag-cellás autók. A nyugat-európai gyakorlathoz hasonlóan persze ezúttal is célzott ösztönzőkről van szó: az új parkolási rendelet kihirdetése után fél évvel a Fővárosi Közgyűlés felülvizsgálja, hogy az intézkedés elérte-e a kívánt hatást.